# Hydnophora exesa
Hydnophora exesa là một loài san hô trong họ Merulinidae. Loài này được Pallas mô tả khoa học năm 1766.